# ورزشگاه لیل متروپل
ورزشگاه لیل متروپل (انگلیسی: Stadium Lille Métropole) یک ورزشگاه چندمنظوره در وینو دسک، فرانسه است. این ورزشگاه در سال ۱۹۷۶ افتتاح شده‌است و ظرفیت آن ۱۸٬۱۵۴ نفر است. بازی‌های خانگی باشگاه ES Wasquehal از سال ۱۹۹۷ تا ۲۰۰۵ و همچنین باشگاه فوتبال لیل از سال ۲۰۰۴ تا ۲۰۱۲ در این ورزشگاه برگزار می‌شد.
پینک فلوید به هنگام تور لغزش آنی در عقل، در ۲۸ ژوئیه ۱۹۸۸، در این ورزشگاه اجرا داشت.